# Yona, a pingvinek királynője
A Yona, a pingvinek királynője 2009-es japán-francia  animációs film. Magyarországon Jona-Jona pingvin címen is ismert, ugyanis a Filmbox tévécsatorna ezen a címen vetítette a filmet.

## A film stílusa
Számítógépes technikával készült, sok látványelemet tartalmazó rajzfilm. A film színvilága hűségesen tükrözi a szereplők gondolatait, körülményeit. A filmzene, az alkalmazott hangeffektusok jól alkalmazkodnak a történethez. A betétdalok szövege Dominique Lavigne, zenéje pedig Kohei Dojima munkájának köszönhető.
A film több olyan jelképet használ, amely nemzeteket köt össze. Néhány filmbéli eseményt ökumenikus szemlélettel közelít meg.

## Cselekmény
Yona egy nagyjából óvodáskorú kisleány, aki édesapját elveszítette. Esténként apjától kapott pingvinjelmezben járja falucskájuk utcáit. Akadnak barátai, mint Dzsi bácsi, és a kocsmázó öregurak. Vannak ellenségei, akik csúfolják pingvinkedvelése miatt. Egyik sétája alkalmával egy szárny hullik lábai elé az égből, amelyet otthagy Dzsi bácsinál, a Hét Istenség kútjánál. Hazafelé menet egy tojásbábu pingvin gurul lábai elé, amelyből kihullik egy kobold, Chellay (Cselé). Chellay éjszakai sétára hívja Yonát a pingvinbirodalomba, amely a közeli Lunaparkban van. Ott egy kanapé elragadja őket Chellay koboldfalujába, ahol már nagyon várják a szárny nélküli madarat, aki megmenti őket a megszálló BoocaBoo, és jobbkeze, Zammie zaklatásától. Yona közli az igazságot, hogy ő nem tud csodát tenni, mert csak egy kisleányka, aki szereti a pingvinjelmezt. A falu lakói elengedik Yonát, aki mégis ottmarad segíteni nekik.
A történet folytatásában kiderül, hogy Zammie lepottyant az égből, elveszítette egyik szárnyát és nem is szeret rossz lenni, de nehezen tud ellenállni a környezetének. Yona végig gondolkodik azon, hogy vajon hol lehet a szárny nélküli madár, akit várnak a falu lakói. Yona barátaivá fogadja Chellay-t, Zammie-t. Ezután sok-sok kaland után a barátoknak Dzsi bácsi és a koboldok segítségével sikerül megküzdeni BoocaBoo-val. A küzdelem során látjuk a tűzhányók és tájfunok könyörtelen hatalmát. Zammie a Hét Istenség forrásának védelmében várja megszabadulását. A szárnyat is sikerül visszaszerezni a kis vérszívó szörnyecskétől Yonának, aki jelmeze segítségével utána tud repülni. A repülés csodáját Yona édesapja magyarázza el a kisleánynak; lényege: egy szárnycsapás a barátaidért, egy szárnycsapás magadért.
Végül Zammie visszakerül az égbe, a koboldok faluja felett kisüt a nap, kék lesz az ég, Yona hazatér és mindenki él boldogan tovább.

## Szereplők
Macumoto Rika (Yona), Moriszako Ei, Tanaka Júdzsi, Kodzsima Josio, Ota Hikari, Dandy Sakano, Kanada Szatosi, Hirosi, Kavasima Akijosi.